# Coup d'État de février 1963 en Irak
La révolution du Ramadan, également appelée révolution du 8 février et coup d'État de février 1963 en Irak, est un coup d'État militaire de l'aile irakienne du parti Baas qui a renversé le Premier ministre irakien, Abdel Karim Kassem en 1963.

## Déroulement
Le coup d'état a eu lieu entre le 8 et le 10 février 1963. L'ancien adjoint d'Abdel Karim Kassem, Abdel Salam Aref, qui n'était pas baasiste, a reçu le titre en grande partie cérémoniel de président, tandis que le général baasiste Ahmed Hassan al-Bakr a été nommé Premier ministre. Le chef le plus puissant du nouveau gouvernement était le secrétaire général du parti Baas irakien, Ali Salih al-Sa'di (en), qui contrôlait la milice de la Garde nationale et organisa le massacre de centaines, voire de milliers, de communistes présumés et d'autres dissidents après le coup d'État.
Le gouvernement a duré environ neuf mois, jusqu'à ce qu'Arif désarme la Garde nationale lors du coup d'État irakien de novembre 1963 (en), qui a été suivi d'une purge des membres du parti Baas.